# Jean Angelo
Jean Angelo all'anagrafe Jean-Jacques Barthélémy (Parigi, 17 maggio 1875 – Parigi, 11 novembre 1933) è stato un attore francese.

## Biografia
Attore cinematografico di film muti, in cui interpretava ruoli di primo piano romantici o atletici, iniziò a lavorare nel 1903 nel Théâtre de la Renaissance di Sarah Bernhardt e dal 1908 anche nel cinema con il suo primo film, L'Assassinat du duc de Guise, diretto da André Calmettes e Charles Le Bargy. La sua carriera subì un'interruzione nel 1914 a causa della prima guerra mondiale, durante la quale combatté per il suo paese.

## Filmografia

### Cinema
- L'Assassinat du duc de Guise, regia di André Calmettes e Charles Le Bargy - cortometraggio (1908)
- La fille du contrebandier, regia di Georges Le Faure - cortometraggio (1908)
- Salomé, regia di Albert Capellani - cortometraggio (1908)
- Le Trouvère, regia di Albert Capellani - cortometraggio (1908)
- La laide, conte hindou, regia di Michel Carré - cortometraggio (1909)
- Ordre du roi, regia di Michel Carré - cortometraggio (1909)
- La Légende du violoneux, regia di Adolphe Adenis - cortometraggio (1909)
- Le Joueur de cornemuse, regia anonima - cortometraggio (1910)
- Vengeance corse, regia di René Chavance - cortometraggio (1910)
- La Mauvaise route, regia anonima - cortometraggio (1910)
- La Folle des ruines, regia anonima - cortometraggio (1910)
- Fra Diavolo, regia di Albert Capellani - cortometraggio (1910)
- La Générosité du mari, regia anonima - cortometraggio (1911)
- Nostra Signora di Parigi (Notre-Dame de Paris), regia di Albert Capellani - cortometraggio (1911)
- La Faute de la soeur aînée, regia anonima - cortometraggio (1911)
- Les mystères de Paris, regia di Albert Capellani (1912)
- La regina Elisabetta (Les Amours de la reine Élisabeth), regia di Henri Desfontaines e Louis Mercanton - cortometraggio (1912)
- Les Millions de l'orpheline, regia di Daniel Riche - cortometraggio (1912)
- Douce Alsace, regia di Maurice Le Forestier - cortometraggio (1912)
- Les Misérables - Époque 1: Jean Valjean, regia di Albert Capellani (1913)
- Les Misérables - Époque 2: Fantine, regia di Albert Capellani (1913)
- Les Misérables - Époque 3: Cosette, regia di Albert Capellani - cortometraggio (1913)
- Les Misérables - Époque 4: Cosette et Marius, regia di Albert Capellani - cortometraggio (1913)
- L'Argent ne fait pas le bonheur, regia di Daniel Riche - cortometraggio (1913)
- Le Bonheur par l'enfant, regia anonima - cortometraggio (1913)
- La Dernière heure, regia anonima - cortometraggio (1913)
- Vendetta, regia di René Hervil e Louis Mercanton (1914)
- La Remplaçante, regia di René Hervil e Louis Mercanton - cortometraggio (1914)
- Mères françaises, regia di René Hervil e Louis Mercanton (1917)
- Par la vérité, regia di Maurice de Féraudy e Gaston Leprieur - cortometraggio (1917)
- The Divine Sacrifice, regia di George Archainbaud (1918)
- L'Expiation, regia di Camille de Morlhon (1918)
- Les Chères images, regia di André Hugon (1920)
- L'Atlantide, regia di Jacques Feyder (1921)
- Fromont jeune et Risler aîné, regia di Henry Krauss (1921)
- L'autre, regia di Chalux - cortometraggio (1921)
- L'Écuyère, regia di Léonce Perret (1922)
- La Maison dans la forêt, regia di Jean Legrand (1922)
- La Riposte, regia di Viktor Turžanskij (1922)
- Le Chant de l'amour triomphant, regia di Viktor Turžanskij (1923)
- Hotel Potemkin (Die letzte Stunde), regia di Max Neufeld (1924)
- L'Aventurier, regia di Maurice Mariaud e Louis Osmont (1924)
- Surcouf, regia di Luitz-Morat (1925)
- Barocco, regia di Charles Burguet (1925)
- Le Double Amour, regia di Jean Epstein (1925)
- Les Aventures de Robert Macaire, regia di Jean Epstein (1925)
- Nanà (Nana), regia di Jean Renoir (1926)
- Marquitta, regia di Jean Renoir (1927)
- Martyre, regia di Charles Burguet (1927)
- La Fin de Monte-Carlo, regia di Mario Nalpas e Henri Étiévant (1927)
- Chantage, regia di Henri Debain (1927)
- Zwei unterm Himmelszelt, regia di Johannes Guter e Ernst Wolff (1927)
- La Ronde infernale, regia di Luitz-Morat (1928)
- Vera Mirzewa (Der Fall des Staatsanwalts M...), regia di Rudolf Meinert e Giulio Antamoro (1928)
- Une java, regia di Henry Roussel (1928)
- Vergine folle (La vierge folle), regia di Luitz-Morat (1929)
- Il conte di Montecristo (Monte Cristo), regia di Henri Fescourt (1929)
- L'Enfant de l'amour, regia di Marcel L'Herbier (1930)
- Mon coeur incognito, regia di André-Paul Antoine e Manfred Noa (1931)
- L'Homme qui assassina, regia di Curtis Bernhardt e Jean Tarride (1931)
- La dernière berceuse, regia di Gennaro Righelli (1931)
- Atout coeur, regia di Henry Roussel (1931)
- Le sergent X, regia di Vladimir Strizhevsky (1932)
- L'Atlantide (Die Herrin von Atlantis), regia di Georg Wilhelm Pabst (1932)
- Le Triangle de feu, regia di Edmond T. Gréville e Johannes Guter (1932)
- Colomba, regia di Jacques Séverac (1933)
- Trois balles dans la peau, regia di Roger Lion (1934)